# Porto Amazonas
Porto Amazonas é um município brasileiro do estado do Paraná. Sua população estimada de 2022 é de 5.543 habitantes, superior a estimativa de 2021, que foi de 4.889 habitantes.

## História
O município se situa hoje onde fora a Fazenda dos Papagaios, de propriedade de Manuel Gonçalves da Cruz, que a obteve por Sesmaria em 24 de março de 1708.
A viúva de Manuel, Dona Joana Rodrigues França, casou-se em terceiras núpcias com o Dr. Antonio dos Santos Soares, que ocupou o cargo de juiz em Santos, ouvidor e depois Ouvidor Geral e Corregedor em Paranaguá .
O Dr. Antonio dividiu a imensa sesmaria em quatro grandes fazendas: Papagaios, Cancela, Butuquara e Porcos de Cima, e dividiu estas, em vários "currais". Porto Amazonas situa-se hoje onde fora o curral Caiacanga, às margens do Rio Iguaçu, dentro da Fazenda dos Papagaios.
Em 1765 com a restauração da Capitania de São Paulo seu governador enviou para Curitiba Afonso Botelho de Sampaio e Souza, que introduziu benfeitorias nas vilas e portos, com o fim de assegurar as terras atribuídas aos portugueses pelo Tratado de Madri.
É que, na falta de estradas, o meio mais eficiente para adentrar ao continente, era utilizar a navegação fluvial, sendo o Rio Iguaçu uma rota natural aberta para o oeste da província, em direção aos "Campos de Palmas e Guarapuava". O ponto de partida mais próximo para esta rota era o "Porto de Nossa Senhora da Conceição de Caiacanga" porque localizado à margem direita do Rio Iguaçu, no primeiro lugar propício após a última cachoeira, lugar onde hoje se situa a cidade.
O nome da cidade advém do Coronel Amazonas de Araújo Marcondes, que requereu e obteve do Imperador o privilégio de estabelecer uma companhia de navegação pelo Rio Iguaçu e seus tributários, desde o Porto de Caiacanga até União da Vitória 
O Cel. Amazonas não foi o primeiro a obter a concessão (já concedida anteriormente), mas foi o único que efetivamente concretizar a navegação do Rio Iguaçu. Três anos depois da concessão, em 27 de dezembro de 1882, o vapor Cruzeiro fez a sua primeira viagem que durou dois dias e meio até o porto de destino.
A navegação incrementou a colonização e esta o comércio e desenvolvimento, propiciando o surgimento de várias cidades ao longo do Rio Iguaçu, beneficiando especialmente Porto Amazonas que era o primeiro  porto depois das corredeiras, a partir de Curitiba, que viria a ser a Capital da Província.
Desmembrado de Palmeira o município de Porto Amazonas se emancipou em 10 de outubro de 1947, pela Lei no. 02,  elevado à categoria de município autônomo, em 9 de novembro do mesmo ano instalou-se o município, ocasião em que foi empossado o primeiro Prefeito interino, José de Souza Valente, nomeado por Decreto em 24 de novembro de 1947 e alguns dias após, foi eleito por voto direto o primeiro prefeito, João Baptista Bettega.

## Transporte
O município de Porto Amazonas é servido pelas seguintes rodovias:
- BR-277, que passa por seu território, que liga Curitiba a Foz do Iguaçu (e ao Paraguai)
- PR-427, que liga a BR-277 e a cidade da Lapa [7]

## Cultura

### Culinária
Porto Amazonas tem uma culinária bastante variada, mas não há um prato típico oficial. No entanto, tem-se divulgado, extraoficialmente, como prato típico do município de Porto Amazonas a carne no disco com maçã , encontrada em receitas, mas não oferecida nos restaurantes locais.